# Distretto di Ban Khwao
Il distretto di Ban Khwao (in thailandese: บ้านเขว้า) è un distretto (amphoe) della Thailandia, situato nella provincia di Chaiyaphum.